# Гаврило I
Гаврило I (на сръбски: Гаврило Рајић и Гаврило Рашковић) е православен духовник и печки патриарх от 1648 до 1655 години. По народност е сърбин от Стари Влах. Застава начело на печката църква в много труден исторически период, когато започва кандийската война с все по-засилваща се католическа пропаганда на Балканите.
Произхожда от селско семейство. Предходно е смедеревски митрополит. През 1643 г. е избран за рашки митрополит, която позиция е трамплин към патриаршеския трон. През 1644 г. възстановява манастира Ковиле в родния си край, в който се и установява.
В началото на 1648 г., след упокоението на Паисий I Яневец, е избран на събор в манастира Морача за патриарх на Печ. През 1649 г. посещава Константинопол, минавайки през коласийската епархия, като Михаил Коласийски го обвинява в користолюбие – скъперничество, разточителство и алчност в една бележка, оставена върху Октоих. През 1652 г. осъществява среща с Павлин Демски и с католическия епископ на Призрен Фран Стоимирович от Конгрегацията за разпространение на вярата, посредством които търси помощ от Рим за християнски съюз срещу турците, но до споразумение не се стига.
През 1653 г. се отправя за Москва, като на отиване посещава Матей Басараб в Търговище, съдействайки за помирението му с хетмана Богдан Хмелницки, защото последния е сват на Василий Лупу. В Русия не му е позволено да събира милостиня, защото не са изминали 7 години от последното посещение в Москва на представители на Печката патриаршия, както е предвидено в споразумението. Пристига в Москва на 28 май 1654 г., след което на два пъти е приет от руския цар Михаил Романов. На 5 юни в Посланическата заповед той съобщава, че в Печката патриаршия има 8 митрополити и 32 епископи. Решава да остане в Русия поради турския гнет, отпращайки обратно свитата си със задачата да избере нов патриарх. В Москва го сварила чумната епидемия през 1654 г. На следващата 1655 г. подписва писмото на патриарха на Антиохия Макарий III Антиохийски до патриарх Никон, което проклина онези, които се придържат към двупръстния знак на кръста (т.е. старообрядците), и това проклятие е прието от събора на Московската патриаршия като съборно решение. При престоя си в Москва патриаршеския му статут бил неуважаван от патриарх Никон, и Гаврило бил титулован само архиепископ на Сърбия. За последното вероятно допринесло мнението на коласийския митрополит Михаил Коласийски. На 14 март 1655 г. под предлог поклоничество в Йерусалим, Гаврило напуска Москва, завръщайки се в Сърбия. През декември 1657 г. при посещението си в Москва Михаил Коласийски докладва, че „патриарх Гаврило на сръбските земи си е жив и здрав и бил видян в Константинопол, където никакво зло не му сторили турците, но на патриаршеския престол бил избран новият патриарх Максим I Печки измежду митрополитите. Причина за това било писмо от патриарх Гаврило от Москва, в който той уведомил църковните и светски власти в сръбската земя, че той остава в Москва в името на Негово царско величество и те трябвало да изберат друг свой патриарх. И всичките печки йерарси, според писмото му, избрали нов патриарх – дотогавашния скопски митрополит Максим. Патриарх Гаврило след прибирането си обаче искал да остане както преди на патриаршеския престол, но властта не позволявала това.
Според „Печката легенда“ от XIX век след завръщането си той е обвинен, че подбужда царя да започне война срещу Османската империя, както и че покръства евреи и турци, за което е осъден на смърт и обесен в Бурса на 18 юли 1659 г.
Гаврило е калиграф и книжовник, а след мъченическата си смърт е прогласен за светец.